# Falck (företag)
Falck är en dansk räddningskoncern grundad 6 oktober 1906 av Sophus Falck under namnet Redningskorpset for København og Frederiksberg A/S. I Sverige har Falck bedrivit verksamhet sedan 1950 och är Nordens största entreprenör inom ambulans- och räddningstjänster hos såväl myndigheter som företag. 
Under mer än 100 år har Falcks uppdrag varit att förebygga olyckor, sjukdom och nödsituationer, att ge snabb professionell hjälp åt dem som råkat illa ut samt rehabilitera sjuka och skadade. Ägare av Falck är Lundbeckfonden, KIRKBI, ATP Private Equity Partners, Folksam och PFA Pension.[källa behövs]

## Historia

### Svår början
Sophus Falck grundade Redningskorpset for København og Frederiksberg A/S, som Falck hette ifrån början, 22 år efter en av de största bränderna i dansk historia. Han var vid den hemska branden vid Christiansborgs slott 1884 och såg med egna ögon kaoset som uppstod vid försöken att rädda tavlor och andra värdesaker.
Falck, som var 19 när branden skedde, kom då på idén att grunda en organiserad och vältränad enhet som var särskilt utrustad att hjälpa till vid nödsituationer. Den tredje oktober 1906 öppnade Sophus Falck dörrarna till sin tre vånings höga räddningsstation i mitten av Köpenhamn.

### Assistans
Från början såg Sophus Falck två sätt att tjäna pengar på sin räddningskår. Det första var att åka till bränder och hjälpa till för att sedan få betalt från försäkringsbolag. Redan första dagen hade han en direkt telefonlinje mellan sin räddningsstation och Köpenhamns brandkår. 
Det andra sättet var att erbjuda hjälp till stora privata kunder, till exempel fabriker, slott och herrgårdar. Falck erbjöd också sina tjänster till offentliga institutioner, inte bara vid bränder utan även vid stormar eller översvämningar. Tjänsten erbjöds mot en årlig prenumerationsavgift. Den årliga prenumerationsavgiften blev en av de viktigaste arbetsmodellerna för Falck.

### Ambulans
Den ständigt arbetsamme Sophus Falck erbjöd det offentligt ägda företaget Københavns Metro att hjälpa till vid spårvagns- och tågolyckor. 1907 och 1908 hjälpte Falcks Räddningskår Københavns Metro vid över 250 tillfällen. Hans nästa steg var att utveckla en ambulanstjänst. 1907 köpte Räddningskåren den första ambulansbilen i Skandinavien och 1908 signerade Falck sitt första ambulanskontrakt med Gentofte, norr om Köpenhamn. Sophus Falck hade skaffat sig ett körkort, han var den 46:e personen att ta körkort i hela Danmark.
Fastän Räddningskåren visade upp sina kunskaper gång på gång gick det trögt med affärerna de första 15 åren.

### Olyckan i Vigerslev
Mycket skulle förändras för Räddningskåren 1919 på grund av en av de värsta tågolyckorna i Danmarks historia. Två tåg i hög hastighet kolliderade utanför Köpenhamn. Räddningskåren var snabbt på platsen och jobbade otröttligt i många timmar för att rädda människorna som var fast i tågvraken. Fyrtio människor dog i olyckan men det fick myndigheterna i Köpenhamn att inse att de måste bidra ekonomiskt till Räddningskåren i framtiden.
Sophus Falcks anställda blev berömda överallt för sina heroiska insatser men det var tydligt att det behövdes mer och bättre räddningsutrustning.

### Sophus arv
Sophus Falcks tre söner Rudolph, William och Harry hade varit involverade i sin fars företag sedan de var barn. När Sophus dog 1926 var de redo att ta över företaget.  De två äldsta sönerna Rudolph och William delade på de högsta tjänsterna fram till Rudolphs död 1933. William blev då VD för företaget och fortsatte att vara det fram tills sin död 1966.
Medan Sophus Falck fokuserade på de stora kunderna, lokala myndigheter, offentliga institutioner och så vidare, såg hans son Rudolph väldigt annorlunda på hur företaget skulle arbeta. Rudolph Falck såg potential i den privata marknaden och började erbjuda assistans till familjer, bönder och företag i alla möjliga situationer de inte kunde hantera själva, bilbärgning, brand- och vattenolyckor, ambulans, första hjälpen – allt som en del av en årlig prenumeration. 
Från 1930-talet till 1950-talet hade Falck en ambitiös strategi om räddningsstationer över hela Danmark, finansierat av en mix av privata och offentliga prenumerationer och betala-vid-användning-modeller. 1956 hade det etablerats lokala brandstationer på 100 platser i Danmark och namnet Falck var synonymt med brand- och ambulanstjänster över hela landet. 
Falck fortsatte att växa men på 1970-talet fick företaget finansiella problem eftersom landets ekonomi dök efter oljekrisen 1973. Falck hade aldrig som mål att göra någon rik men företagets välvilliga karaktär höll sakta men säkert på att slita företaget i delar. 1975 var omsättningen mycket hög men vinsterna var långt ifrån bra. Den tredje och fjärde generationen av Falck-familjen var bra på att hjälpa människor men inte lika bra på att tjäna pengar.

### Falck sålt
1988 köpte det danska försäkringsbolaget Baltica företaget från den fjärde generationen av Falck-familjen. Det visade sig att vara privatägda och ha professionellt styre var exakt vad företaget behövde. 1991 slog man sig samman med det norska bärgningsbolaget Falken och man började leta efter ett liknande företag i Sverige för att ha bilbärgning på hela den skandinaviska marknaden. Falck lanserade också ett litet bärgningsbolag i före detta DDR i form av franchisen Falck Rettungsdienst.

### Det nya Falck 2004-
2000 slog Falck ihop sig med säkerhetsjätten Group 4. Det nya företaget Group 4 Falck (numer G4S) var nu det andra största företaget som erbjöd säkerhetstjänster. Planen var att integrera räddnings- och säkerhetstjänsterna så att de två delarna kunde lära sig av varandra. Dock blev det inte så lyckat. Falcks tjänster hade alltid varit baserade på tillit och att hjälpa människor medan säkerhetstjänster handlade om att kontrollera och övervaka.
Allan Søgaard Larsen blev vald till Falcks nya VD 2004. Han började som personalchef och distriktschef för att sedan klättra uppåt. Tillsammans med Morten R. Pedersen, vice VD, var Larsen övertygad om att Falcks 100-åriga erfarenhet och expertis var en utmärkt plattform för att expandera internationellt. Tillsammans med den finansiella partnern, Nordic Capital, började Falck expandera utomlands. 
Slovakien uttryckte att de hade ett behov av ambulanstjänster och nu är Falck en väletablerad leverantör av ambulanssjukvård i landet. Rumänien behövde industriella brandbekämpare och Polen behövde medicinska kliniker och nu finns Falck i båda länderna. Det var början på den internationella expansionen. Falck finns nu även i Spanien, Bulgarien, Nederländerna, USA, Nigeria, Australien, Singapore, Malaysia och många fler. I april 2015 fanns företaget i totalt 45 länder.

## Falck Sverige

### Falck Assistance
Falck Assistance arbetar med trygghet utifrån ett helhetsperspektiv och erbjuder larm, bilassistanser, hjärtstartare, första hjälpen-utrustning, nyckelbrickor, jourtelefon, försäkring.
Falck har rikstäckande bilbärgning i Sverige via 200 bärgningsstationer och 300 bärgnings- och vägservicefordon. Företaget har ett internationellt samarbete med bland annat Europe Assistance, Mondial och IPA som är leverantör av assistanstjänster över större delen av Europa. Falck Assistance Sverige har drygt en miljon kunder.
VD för Falck Assistance är Anders Söderberg.

### Falck Emergency
Falck bedriver sedan 1986 ambulansverksamhet i Sverige.  Falck Ambulans bedriver ambulanssjukvård på uppdrag av flera landsting och regioner i Sverige.
De bedriver verksamhet i Stockholm, Skåne, Östergötland, Västerbotten, Västernorrland samt på Gotland.
I Sverige bedriver Falck idag räddningstjänst vid Forsmarks och Ringhals kärnkraftverk. Falck bedriver också räddningstjänst på Bodö flygplats i Norge.
Falck VägAssistans bedriver verksamhet på uppdrag av Trafikverket i Stockholm. De finns på Stockholms större trafikleder och tunnlar (Södra och Norra länken) för att minska störningarna i stockholmstrafiken.
Falck Ambulans bedriver sedan februari 2012 hembesök av läkare. Hembesöksverksamheten ska erbjuda medicinsk bedömning av läkare, telefonkonsultation av läkare samt i förekommande fall inleda behandling i den enskilda patientens hem. Verksamheten omfattar befolkningen i hela Skåne, dygnet runt.
Falck har flera olika sjuktransportverksamheter i landet. Jumbolans är en specialdesignad buss för patienter i behov av sjukresa, liggande sjuktransport, patienter med omsorgsbehov och/eller rörelsehinder.
Falck Academy utbildar internt och externt cirka 20 000 personer per år i första hjälpen, krishantering, brandskydd och säkerhet.
VD för Falck Emergency är Uno Lundberg.

### Falck Health Care
Falck Healthcare i Sverige är idag leverantör till närmare 400 företag och organisationer. Falck Healthcare har kliniker i Stockholm, Göteborg och Malmö samt ett riksomfattande nätverk bestående av över 1500 underleverantörer. Dessutom har de ett samarbete internationellt med bland annat AXA-ICAS och Optum som är leverantörer av Personalstöd (EAP Employee Assistance Programmes) och krisstöd över hela världen.
Falck Healthcare är certifierade av Bureau Veritas enligt standarderna för arbetsmiljö, kvalitet och miljö. Arbetsmiljö OHSAS 18001:2007,  kvalitet ISO 9001:2008 och miljö ISO 14001:2004.
VD för Falck Healthcare är Markko Waas.

### Falck Global Assistance
Falck Global Assistance är en enhet inom Falck som arbetar med säkerhet och hjälp vid resor. Deras vision är att skapa en säkrare värld för personer som reser och arbetar utomlands. De har larmcentraler i samtliga nordiska länder, USA och Indien - öppna dygnet runt. 
VD för Falck Global Assistance är Jørgen Pedersen.